# コルテン・ブルワー
コルテン・ブラッドリー・ブルワー（Colten Bradley Brewer, 1992年10月29日 - ）は、アメリカ合衆国テキサス州ダラス出身のプロ野球選手（投手）。右投右打。現在は、フリーエージェント（FA）。

## 経歴

### プロ入りとパイレーツ傘下時代
2011年のMLBドラフト4巡目（全体122位）でピッツバーグ・パイレーツから指名され、プロ入り。
2012年は傘下のルーキー級ガルフ・コーストリーグ・パイレーツでプロデビュー。8試合（先発6試合）に登板して1勝3敗、防御率3.24、18奪三振を記録した。
2013年はA-級ジェームズタウン・ジャマーズでプレーし、3試合に先発登板して2勝0敗、防御率3.29、6奪三振を記録した。
2014年は故障のため、全休した。
2015年はA級ウェストバージニア・パワーでプレーし、22試合に先発登板して5勝9敗、防御率4.90、99奪三振を記録した。
2016年はA+級ブレイデントン・マローダーズでプレーし、18試合（先発13試合）に登板して3勝7敗2セーブ、防御率4.09、66奪三振を記録した。

### ヤンキース傘下時代
2016年12月8日にルール・ファイブ・ドラフト（マイナーリーグ・フェイズ）でニューヨーク・ヤンキースから指名され、移籍した。
2017年は傘下のA+級タンパ・ヤンキース、AA級トレントン・サンダー、AAA級スクラントン・ウィルクスバリ・レイルライダースでプレーし、3球団合計で41試合に登板して3勝1敗14セーブ、防御率2.82、69奪三振を記録した。オフの11月6日にFAとなった。

### パドレス時代

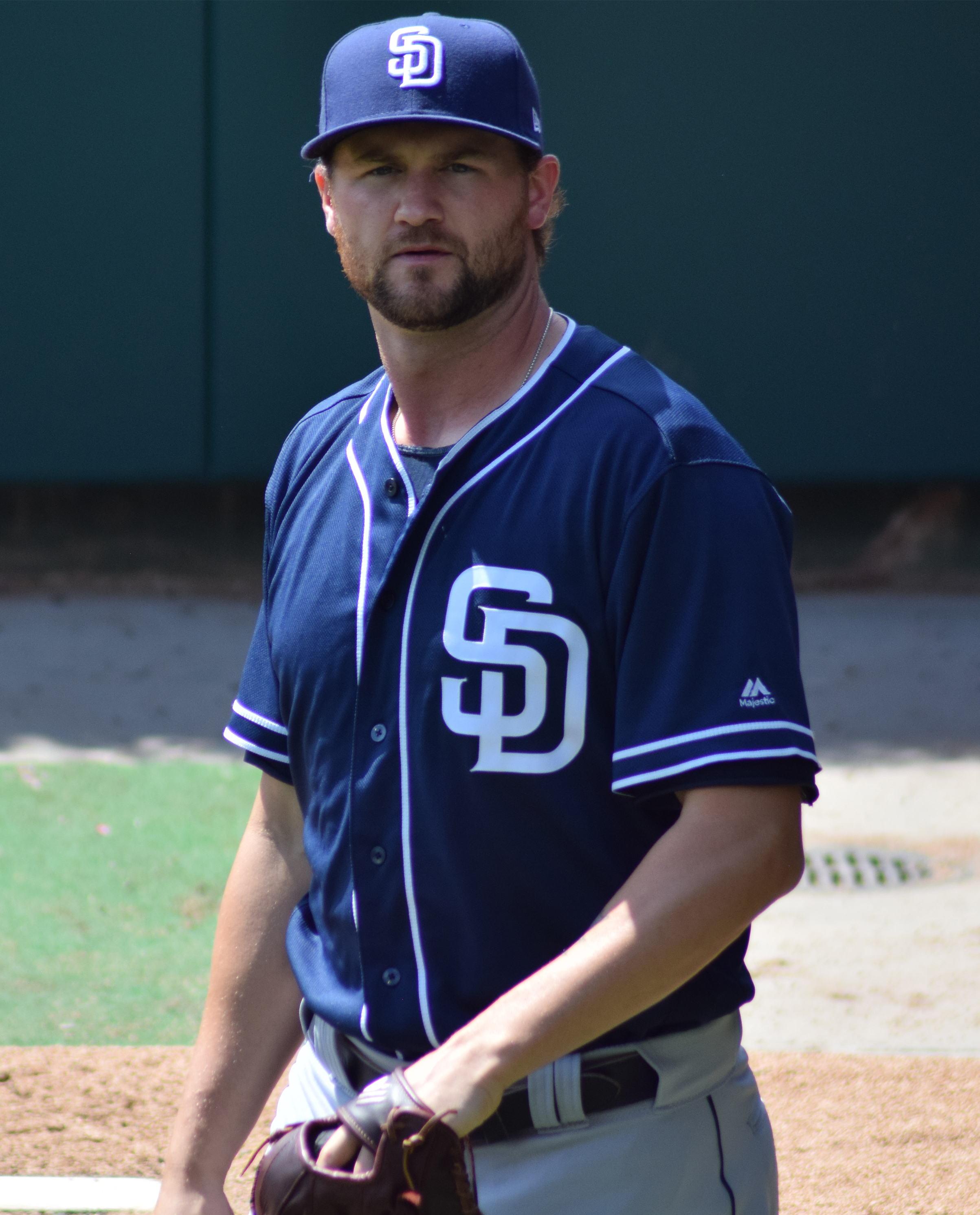
サンディエゴ・パドレス時代
（2018年7月22日）

2017年11月22日、メジャー契約でサンディエゴ・パドレスへ移籍した。
2018年4月12日のサンフランシスコ・ジャイアンツ戦でメジャーデビュー。この年メジャーでは11試合に登板して1勝0敗、防御率5.59、10奪三振を記録した。

### レッドソックス時代
2018年11月20日にエステバン・キロスとのトレードで、ボストン・レッドソックスへ移籍した。
2019年は58試合に登板して1勝2敗、防御率4.12、52奪三振を記録した。
2020年は11試合に登板したが、3敗を喫した。
2021年6月3日にDFAとなり、7日にマイナー契約で傘下のAAA級ウースター・レッドソックスへ配属された。11月7日にFAとなった。

### レッドソックス退団後
2022年1月23日にカンザスシティ・ロイヤルズと契約したが、同年8月3日に放出された。12月11日にタンパベイ・レイズと契約したが、2023年3月30日に金銭トレードでヤンキースに移籍した。ヤンキースでは3試合に登板したが、7月7日に放出された。

### 阪神時代
2023年7月19日に阪神タイガースと契約したことが発表された。背番号は98。オフの12月1日に自由契約選手として公示された。

### カブス時代
阪神退団後シカゴ・カブスとマイナー契約を結んだ。開幕後、アクティブ・ロースター入りした。シーズンを通して16試合に登板し、1セーブ1ホールド、防御率5.66を記録した。7月6日（同7日）の本拠地・エンゼルス戦に3回から登板。先頭のウォードに四球を与え、カルフーンの投ゴロを自らの悪送球でピンチを広げた。オハッピーに適時打を許し、モニアックから1死を奪ったが、ネトにも適時打を許し、ニドの失策で3点目を献上した。アデルを抑え、シャヌエルに死球を与え満塁にしたところで降板となっていた。ダグアウトに戻るとフラストレーションが爆発。左手で壁を殴り、左手を骨折。60日間の負傷者リスト（IL）に入り、結局これが今季最後の登板となってしまった。シーズン終了後FAとなった。

### ヤンキース傘下復帰
2024年12月17日にニューヨーク・ヤンキースとマイナー契約を結び、同日中にAAA級スクラントンに配属された。
2025年の開幕はAAA級スクラントンで迎えたものの、メジャーに昇格する機会が無いまま7月3日に自らオプトアウトを選択して自由契約となった。

## 選手としての特徴・人物
直球の最速は159km/h。150km/h超えのカットボール、縦割れのカーブを武器とし、その他にもスライダー、ツーシーム、チェンジアップなど多彩に投げる。
愛称は「CB（シービー）」、「ブルスキー」、「コールドブルー」。

## 詳細情報

### 年度別投手成績
| 年 度    | 球 団    | 登 板 | 先 発 | 完 投 | 完 封 | 無 四 球 | 勝 利 | 敗 戦 | セ 丨 ブ | ホ 丨 ル ド | 勝 率 | 打 者 | 投 球 回 | 被 安 打 | 被 本 塁 打 | 与 四 球 | 敬 遠 | 与 死 球 | 奪 三 振 | 暴 投 | ボ 丨 ク | 失 点 | 自 責 点 | 防 御 率 | W H I P |
| -------- | -------- | ----- | ----- | ----- | ----- | -------- | ----- | ----- | -------- | ----------- | ----- | ----- | -------- | -------- | ----------- | -------- | ----- | -------- | -------- | ----- | -------- | ----- | -------- | -------- | ------- |
| 2018     | SD       | 11    | 0     | 0     | 0     | 0        | 1     | 0     | 0        | 0           | 1.000 | 49    | 9.2      | 15       | 0           | 7        | 0     | 0        | 10       | 1     | 0        | 10    | 6        | 5.59     | 2.28    |
| 2019     | BOS      | 58    | 0     | 0     | 0     | 0        | 1     | 2     | 0        | 6           | .333  | 253   | 54.2     | 59       | 6           | 34       | 1     | 2        | 52       | 9     | 0        | 26    | 25       | 4.12     | 1.70    |
| 2020     | BOS      | 11    | 4     | 0     | 0     | 0        | 0     | 3     | 0        | 1           | .000  | 122   | 25.2     | 31       | 6           | 14       | 0     | 1        | 25       | 1     | 0        | 17    | 16       | 5.61     | 1.75    |
| 2021     | BOS      | 1     | 0     | 0     | 0     | 0        | 0     | 0     | 0        | 0           | ----  | 9     | 1.0      | 4        | 0           | 3        | 0     | 0        | 1        | 0     | 0        | 4     | 4        | 36.00    | 7.00    |
| 2023     | NYY      | 3     | 0     | 0     | 0     | 0        | 0     | 0     | 0        | 0           | ----  | 34    | 8.1      | 6        | 3           | 3        | 0     | 1        | 4        | 1     | 0        | 4     | 4        | 4.32     | 1.08    |
| 2023     | 阪神     | 13    | 0     | 0     | 0     | 0        | 0     | 1     | 0        | 2           | .000  | 50    | 11.1     | 6        | 1           | 6        | 1     | 0        | 14       | 1     | 0        | 5     | 3        | 2.38     | 1.06    |
| 2024     | CHC      | 16    | 0     | 0     | 0     | 0        | 0     | 0     | 1        | 1           | ----  | 95    | 20.2     | 24       | 1           | 9        | 0     | 1        | 22       | 1     | 0        | 16    | 13       | 5.66     | 1.60    |
| MLB：6年 | MLB：6年 | 100   | 4     | 0     | 0     | 0        | 2     | 5     | 1        | 8           | .286  | 562   | 120.0    | 139      | 16          | 70       | 1     | 5        | 114      | 13    | 0        | 77    | 68       | 5.10     | 1.74    |
| NPB：1年 | NPB：1年 | 13    | 0     | 0     | 0     | 0        | 0     | 1     | 0        | 2           | .000  | 50    | 11.1     | 6        | 1           | 6        | 1     | 0        | 14       | 1     | 0        | 5     | 3        | 2.38     | 1.06    |

- 2024年度シーズン終了時

### 年度別守備成績
| 年 度 | 球 団 | 投手（P） | 投手（P） | 投手（P） | 投手（P） | 投手（P） | 投手（P） |
| 年 度 | 球 団 | 試 合     | 刺 殺     | 補 殺     | 失 策     | 併 殺     | 守 備 率  |
| ----- | ----- | --------- | --------- | --------- | --------- | --------- | --------- |
| 2018  | SD    | 11        | 0         | 2         | 0         | 0         | 1.000     |
| 2019  | BOS   | 58        | 3         | 12        | 0         | 0         | 1.000     |
| 2020  | BOS   | 11        | 1         | 3         | 0         | 0         | 1.000     |
| 2021  | BOS   | 1         | 0         | 0         | 0         | 0         | ----      |
| 2023  | NYY   | 3         | 2         | 1         | 0         | 0         | 1.000     |
| 2023  | 阪神  | 13        | 1         | 1         | 0         | 0         | 1.000     |
| 2024  | CHC   | 16        | 2         | 1         | 1         | 0         | .750      |
| MLB   | MLB   | 100       | 8         | 19        | 1         | 0         | .964      |
| NPB   | NPB   | 13        | 1         | 1         | 0         | 0         | 1.000     |

- 2024年度シーズン終了時

### 記録

#### NPB
初記録
- 初登板：2023年8月15日、対広島東洋カープ16回戦（MAZDA Zoom-Zoom スタジアム広島）、8回裏に5番手で救援登板・完了、1回無失点[19]
- 初奪三振：同上、8回裏に田中広輔から空振り三振[19]
- 初ホールド：2023年8月23日、対中日ドラゴンズ20回戦（京セラドーム大阪）、6回表に2番手で救援登板、1回無失点[20]

### 背番号
- 54（2018年 - 2019年、2023年 - 同年7月7日、2024年4月19日 - 同年7月6日）
- 48（2020年 - 2021年）
- 98（2023年7月21日 - 同年終了）

### 登場曲
- 「Tennessee Mountain Top」Kid Rock（2023年）